# Чикагская семёрка
«Чикагская семёрка» (изначально Чикагская восьмёрка) — подсудимые по делу о протестах во время съезда Демократической партии США в Чикаго в августе 1968 года.
В марте 1969 года против Эбби Хоффмана, Джерри Рубина, Тома Хейдена, Ренни Дэйвиса, Дэвида Деллинджера, Ли Вайнера, Джона Фройнса и Бобби Сила (лидера «Чёрных пантер») были выдвинуты обвинения на основании нового федерального закона, установившего ответственность за «поездку с использованием межштатных средств сообщения с целью организации бунта». В сентябре 1969 года они предстали перед федеральным судом.

## Процесс
Хоффман и Рубин вели себя по-шутовски, издеваясь над судом.
Хоффман давал такие показания:

 — Назовите себя.
 — Меня зовут Эбби. Я — сирота Америки…
 — Где Вы живете?
 — Я живу в Нации Вудстока.
 — Объясните суду и присяжным, где это.
 — Да. Это нация отчужденной молодежи. Мы носим свою нацию с собой повсюду как состояние сознания, как индейцы сиу носили свою нацию с собой… Это нация, посвятившая себя братству людей в противовес конкуренции, идее, что у людей найдется друг для друга нечто получше собственности и денег…
 — …Сэр, не говорите ничего о философии или Индии. Просто где Вы живете, если у Вас есть, где жить. Вот вы сказали Вудсток. В каком штате (In what state) находится Вудсток?
 — Это состояние ума (It’s a state of mind)
 — Скажите суду и присяжным Ваш возраст.
 — Мне 33 года. Я — дитя Шестидесятых.
 — Имеется в виду дата рождения.
 — Психологически — 1960…
 — Между датой вашего рождения, 30 ноября 1936 г. и 1 мая 1960 г. имело ли место что-либо в Вашей жизни?
 — Ничего. Я полагаю, это называют американским образованием…
 — Можете сказать суду и присяжным, какой у Вас сейчас род занятий?
 — Я культурный революционер. Ну, на самом деле я подсудимый — это на полный день…
Затем Хоффман заявил, что не желает именоваться «обвиняемым Хоффманом», ибо эта фамилия опозорена судьей (фамилия которого тоже была Хоффман). Прессе же он заявил, что официально сменил своё имя, и отныне его зовут Fuck. По поводу же обвинений он сказал так: «В этой стране существуют миллионы законов. Мы намерены нарушить их все, включая закон всемирного тяготения».
Отношения между Эбби Хоффманом и Рубином, с одной стороны, и Хэйденом, Дэйвисом и Фройнесом с другой были достаточно натянутыми. Хоффман позднее писал: «Наша фракция подсудимых состояла из торчков, они же были вульгарными бухариками. Мы были волосатыми жизнерадостными хиппами, они — высокомерными яйцеголовыми политиканами. Психологически они были зажаты, мы — отвязны».
Свидетелями обвинения были трое сотрудников чикагской полиции, которые были внедрены в руководство протестующих. Они описывали обсуждение планов блокирования уличного движения, захвата отелей и т. п.
В качестве же свидетелей защиты были вызваны Арло Гатри, Фил Окс, Джозеф Макдональд, Джуди Коллинз, Пит Сигер. Джуди Коллинз, чтобы поведать присяжным о мотивах поступков обвиняемых, запела песню «Where Have All the Flowers Gone» (вопреки протестам судьи), а Арло Гатри с той же целью пел песню из фильма «Ресторан Элис».
Защита доказывала, что такие планы йиппи, как план запустить ЛСД в городской водопровод, были ничем иным как игрой, стёбом.
Бобби Сил требовал, чтобы ему либо дали самому защищать себя, либо это делал его адвокат, который не мог участвовать в процессе по болезни. Сил называл судью «фашистской собакой», «свиньёй» и «расистом». В итоге судья постановил, чтобы Сила связали и заткнули ему рот. Затем Сила приговорили к четырём годам тюрьмы за «неуважение к суду» и выделили его дело в отдельное производство. Так «чикагская восьмерка» превратилась в «чикагскую семёрку».

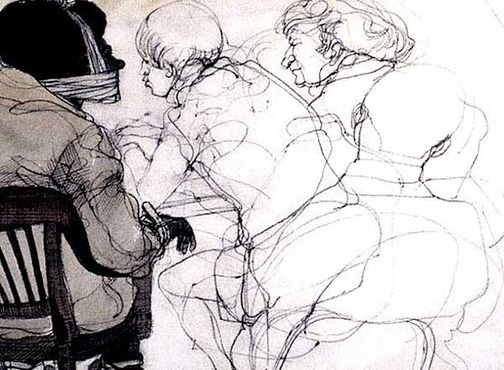
Бобби Сил, связанный и с кляпом во рту, в суде

Ещё до того, как присяжные вынесли решение по вопросу о виновности подсудимых в организации бунта, судья Хоффман единолично приговорил всех семерых, а также двух адвокатов к тюремным срокам за неуважение к суду.
18 февраля 1970 года присяжные признали Хоффмана, Рубина, Деллинджера, Хейдена и Дэйвиса виновными в приезде в штат Иллинойс с целью организации бунта. Фройнс и Вайнер были оправданы.
В своём последнем слове Деллинджер сказал судье Хоффману, что у того было «слишком много власти над слишком многими людьми слишком долгое время». Дэйвис сказал, что когда он выйдет из тюрьмы, то он поселится рядом с домом прокурора и «вовлечет его сыновей и дочь в революцию». Хэйден сказал, что «если бы нас оставили в покое на чикагских улицах, то мы едва бы стали известными», но в результате «мы стали архитекторами, организаторами, гениями заговора с целью свержения правительства — нас выдумали». Эбби Хоффман посоветовал судье попробовать ЛСД, сказав: «Я знаю хорошего дилера во Флориде [куда судья должен был отправиться отдыхать после процесса], я могу это вам устроить». Рубин предложил судье экземпляр своей книги «Сделай это!» с подписью «Джулиус, ты радикализировал больше молодых людей, чем мы бы когда-либо смогли. Ты главный йиппи страны!»
20 февраля 1970 года судья Хоффман приговорил всех пятерых к пяти годам заключения и штрафу в размере 5000 долларов каждого.
11 мая 1972 года Седьмой апелляционный суд отменил приговоры «чикагской семерке» за «неуважение к суду» на том основании, что приговоры к заключению на срок более 6 месяцев не могут выноситься без участия присяжных.
21 ноября 1972 года Седьмой апелляционный суд отменил приговор пятерым осужденным по основному обвинению. В качестве причины этого был назван отказ судьи Хоффмана разрешить защите опросить кандидатов в присяжные об их культурных предпочтениях, неуважительное отношение судьи к адвокатам, а также то, что ФБР с ведома судьи организовало прослушивание кабинетов адвокатов.

## В кино
Фильм Аарона Соркина Суд над чикагской семёркой, 2020.